# Província magmática do Paraná-Etendeka

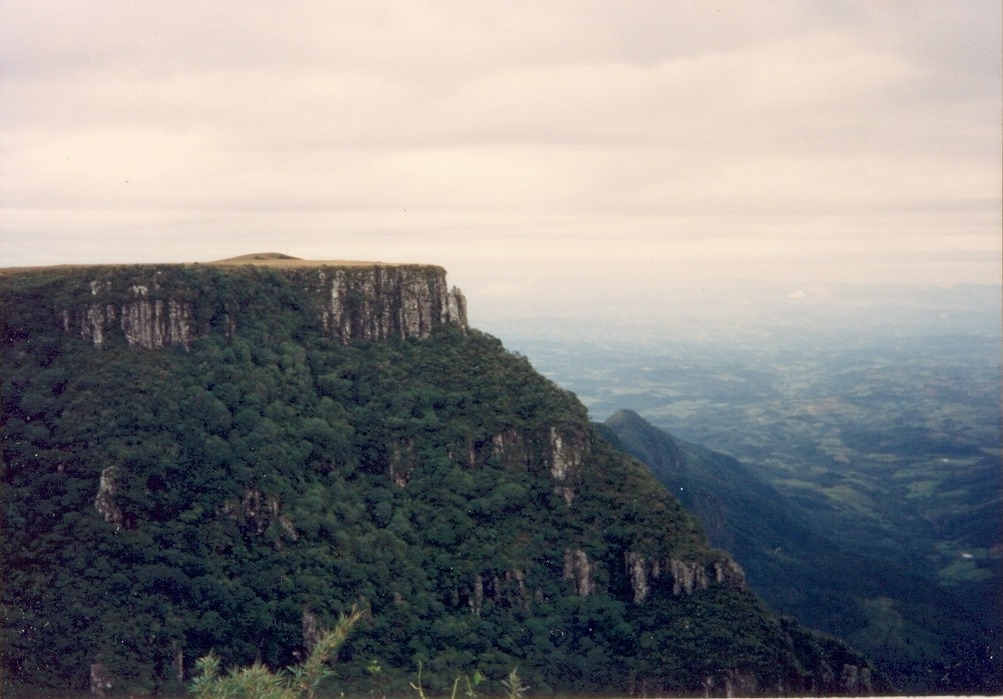
Escarpa da Província magmática do Paraná-Etendeka, Serra do Rio do Rastro, Santa Catarina

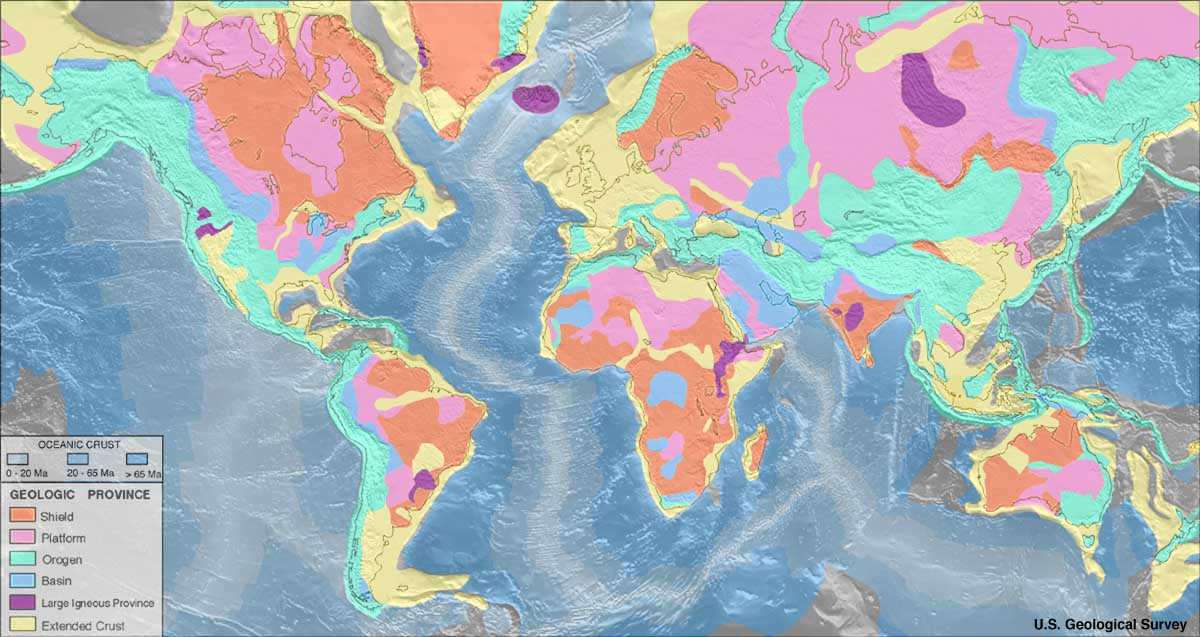
Província magmática Paraná-Etendeka mostrada como uma mancha púrpura escuro no mapa geológico da América do Sul

A Província magmática do Paraná-Etendeka é a segunda maior província vulcânica continental em área do planeta Terra. Também denominado de Derrame de Trapp ou Província Ígnea do Paraná foi um grande derramamento vulcânico de basalto, ocorrido na Era Mesozoica.
A reativação da plataforma brasileira durante o mesozoico exerceu influência fundamental na configuração geológica do sul e sudeste do Brasil, resultando na abertura no sul do oceano Atlântico e geração das bacias marginais que na atualidade hospedam importantes volumes de hidrocarbonetos. O magmatismo associado a esta reativação é expressivo, uma das mais notáveis associações de rochas alcalinas registradas, à qual se associam importantes jazimentos minerais. Embora claramente vinculados temporal e espacialmente, os processos geradores do magmatismo toleítico e alcalino raramente foram objeto de estudos integrados; da mesma forma, a abordagem geológica e geofísica nas escalas regional e de detalhe são carentes de maior integração.
No Brasil, estes derrames fazem parte da Formação Serra Geral, na Bacia do Paraná, e recobrem 1,2 milhões de quilômetros quadrados desta bacia, abrangendo toda a região centro-sul do Brasil e estendendo-se ao longo das fronteiras do Paraguai, Uruguai e Argentina. Tem 1 860 km no sentido norte-sul e 650 km no leste-oeste.

## Situação geológica
95% da província constitui a Província Ígnea do Paraná, cujos limites superam 1 200 000 km², e atinge uma espessura máxima de 1 722,9 m (conforme poço aberto em Cuiabá Paulista). Os eventos tiveram seu auge no Cretáceo Inferior, com maior intensidade há 134,7 Ma. Otavio Augusto Boni Licht registrou que "as estimativas dos volumes de lava variam entre 1,7 x 106 km3 e 2,35 x 106 km3, com uma taxa média de efusão entre 1,4 e 1,9 km3/ano" e que "para que esse enorme volume de magma alcançasse a
superfície, foi necessário que ele atravessasse dezenas de quilômetros de crosta continental rígida e mais a espessa sequência sedimentar que, desde o Devoniano até o final do Jurássico, preencheu a Bacia do Paraná. Nesse longo percurso, interações magma-crosta-geofluidos deram origem a produtos vulcânicos e depósitos vulcanoclásticos muito diversificados, que hoje se encontram à superfície".